# Lipoproteina
Lipoproteina – wielkocząsteczkowy kompleks hydrofobowego rdzenia lipidowego, który zawiera estry cholesterolu i trójglicerydy oraz polarnej powłoki zawierającej fosfolipidy, wolny cholesterol i białka, określane mianem apolipoprotein, które odgrywają ważną rolę w metabolizmie i transporcie lipidów.
Biochemicznie można wyróżnić cztery frakcje lipoprotein osocza krwi:
- o dużej zawartości triglicerydów:
  - chylomikrony
  - VLDL
- o dużej zawartości cholesterolu:
  - HDL
  - LDL

## Podstawowe właściwości
| Lipoproteina | Rodzaje apolipoprotein                          | Triglicerydy | Cholesterol | Fosfolipidy | Apolipoproteiny | Podstawowa funkcja                                              | Frakcja    |
| ------------ | ----------------------------------------------- | ------------ | ----------- | ----------- | --------------- | --------------------------------------------------------------- | ---------- |
| Chylomikrony | apoAI, apoAII, apoAIV, apoAV apoB48, apoC, apoE | 90%          | 3%          | 5%          | 2%              | transport lipidów z jelita cienkiego do wątroby i mięśni        | 0          |
| VLDL         | apoAV, apoB100, apoC, apoE                      | 60%          | 18%         | 14%         | 8%              | transport lipidów z wątroby do tkanki tłuszczowej               | α2 (pre-β) |
| LDL          | apoB100                                         | 10%          | 46%         | 22%         | 22%             | transport cholesterolu z wątroby do mięśni                      | β          |
| HDL          | apoAI, apoAII, apoAV, apoC, apoD, apoE          | 5%           | 20%         | 25%         | 50%             | usuwanie nadmiaru cholesterolu z komórek i transport do wątroby | α          |